# سزار پینارلو
سزار پینارلو (ایتالیایی: Cesare Pinarello; ۵ اکتبر ۱۹۳۲ – ۲ اوت ۲۰۱۲) دوچرخه‌سوار اهل ایتالیا بود.
وی در مسابقات کشوری و بین‌المللی در مجموع برندهٔ ۱ مدال نقره، ۳ مدال برنز شده‌است.